# Nagyatád
Nagyatád je město v Maďarsku v župě Somogy. Je centrem okresu Nagyatád. Město se nachází 15 km od hranice s Chorvatskem a 225 km od Budapešti. Podle údajů ze sčítání lidu měl v roce 2008 celkem 11 050 obyvatel. V roce 2011 zde žilo 10 887 obyvatel.

## Historie
Obec byla poprvé zmíněna v písemných pramenech v roce 1190 a znovu roku 1382. Roku 1475 mu Matyáš Korvín udělil statut města s tržním právem. Její název se skládá z tureckého slova Ata (otec) a maďarského slova nagy (velký). Turky bylo poničeno během dlouhé okupace Uher. Po vyhnání Osmanů bylo dosídleno kolonisty z dnešního Chorvatska a Slovinska. Později se zde usadil františkánský řád.
Roku 1906 zde byly objeveny léčivé prameny, které umožnily rozvoj místních lázní.
Během druhé světové války utrpěla obec během čtyř měsíců bojů v závěru konfliktu vážné škody. Po poměrně rychlé rekonstrukci od 60. let 20. století se opět rozběhl dynamický, plánovitý rozvoj Nagyatádu. Od roku 1971 je opět městem.

## Pamětihodnosti
Ve městě se nachází zámeček a rekreační areál (lázeňský). Lázně byly obnoveny v roce 2007. Dominantou je také katolický kostel sv. Kříže postavený v barokním stylu.

## Partnerská města a obce
- Nußloch, Německo
- Križevci, Chorvatsko
- Târgu Secuiesc, Rumunsko
- San Vito al Tagliamento, Itálie